# María Jesús Serrano Jiménez
María Jesús Serrano Jiménez (Baena, 1970) es una política española, consejera de Medio Ambiente y Ordenación de Territorio de la Junta de Andalucía entre 2013 y 2015.

## Biografía
Es licenciada en derecho por la Universidad de Córdoba, máster en Creación y Formación de Empresas por la Escuela Internacional de Negocio y máster en Prevención y Tratamiento de las Conductas Adictivas en el Ámbito Legal por la Universidad de Valencia. Desde 2011 hasta su nombramiento como consejera de Medio Ambiente y Ordenación del Territorio ocupaba la alcaldía del Ayuntamiento de su localidad natal, así como la vicepresidencia de la Mancomunidad del Guadajoz Campiña Este de Córdoba, organismo de la que es técnico de Administración en excedencia.
Anteriormente, desempeñó en el Consistorio baenense el cargo de segunda teniente de alcalde y concejal de Urbanismo, Medio Ambiente y Turismo (desde 2007). Especialista en Planificación y Gestión Urbanística por el Centro de Estudios Municipales y de Cooperación Internacional de la Diputación de Granada, entre 2008 y 2011 fue la responsable del proyecto europeo de recuperación del casco histórico de Baena 'Baniana I'.
Miembro del PSOE de Andalucía, en esta formación ha desarrollado diversas responsabilidades en las áreas de desarrollo, ordenación del territorio y medio ambiente. En 2023 fue nuevamente elegida alcaldesa de Baena tras ganar el PSOE los comicios y formar gobierno con Izquierda Unida.